# Гранд Маунд (Вашингтон)
Гранд Маунд (енгл. Grand Mound) насељено је место без административног статуса у америчкој савезној држави Вашингтон.

## Демографија
По попису из 2010. године број становника је 2.981, што је 1.033 (53,0%) становника више него 2000. године.
| Група             | 2000.         | 2010.         |
| Белци             | 1.663 (85,4%) | 2.260 (75,8%) |
| Афроамериканци    | 6 (0,3%)      | 21 (0,7%)     |
| Азијати           | 6 (0,3%)      | 33 (1,1%)     |
| Хиспаноамериканци | 198 (10,2%)   | 480 (16,1%)   |
| Укупно            | 1.948         | 2.981         |